# 牛肺虫
牛肺虫（うしはいちゅう、学名：Dictyocaulus viviparus）とは、ウシの気管支に寄生する線虫の1種。感染様式は経口感染であり、体長は♂3-4cm、♀4-5cm。重症例では著しい削痩、重度の肺炎、異物の喀出を引き起こす。